# Medaglia delle truppe civili di Praga
La medaglia delle truppe civili di Praga fu una medaglia di benemerenza dell'Impero austriaco.

## Storia
La medaglia venne istituita nel 1866 dall'imperatore Francesco Giuseppe per ricompensare le truppe civili impegnate nella difesa di Praga durante la guerra del 1866 contro la Prussia.

## Insegne
La medaglia consisteva in un disco circolare d'argento che riportava, sul diritto, il volto dell'imperatore Francesco Giuseppe voltato a destra, coronato d'alloro ed accompagnato dalla scritta FRANZ JOSEPH I.KAISER VON OESTERREICH con sotto la firma dell'incisore TAUTENHAYN. Sul retro, una corona d'alloro con al centro la data di concessione, 1866.
Il nastro della medaglia era bianco e rosso.